# 上海トロリーバス
上海トロリーバス（しゃんはいトロリーバス、中国語: 上海无轨电车）は、中国の都市・上海のトロリーバス。1914年に開通した、現存する中で世界最古のトロリーバス路線であり、全盛期には上海各地に大規模な路線網を有していたが、2023年現在は廃止が進んでいる。同年時点で国営企業の上海十四公共交通集団有限公司（上海久事公共交通集团有限公司）が所有し、同事業者の子会社による運営が行われている。

## 歴史
上海のトロリーバスは1914年11月14日に開通した現在の中国における最初のトロリーバスで、当時存在したフランスの租界内に存在する全長1 kmの区間で営業運転を開始し、導入された車両は一等座席・二等座席双方が設置されていた。その後、1920年代から路線網の延伸が始まり、車両の大量増備も実施された。

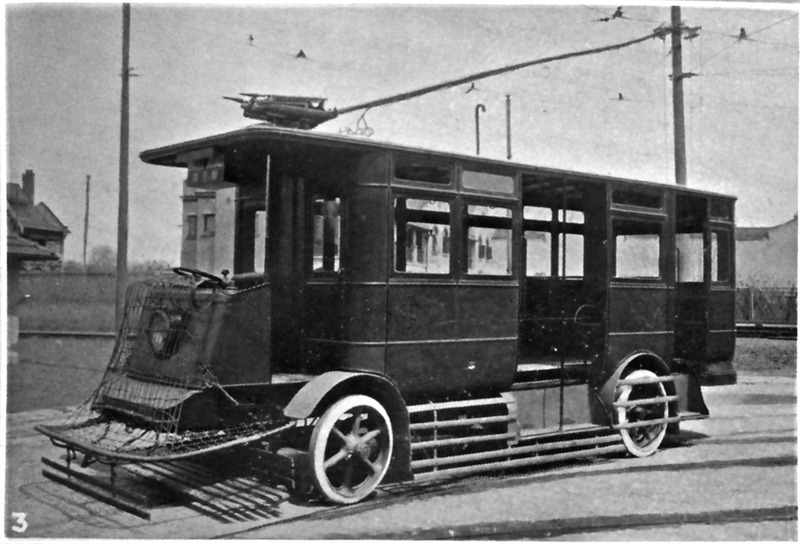
開通初期のトロリーバス（1917年撮影）
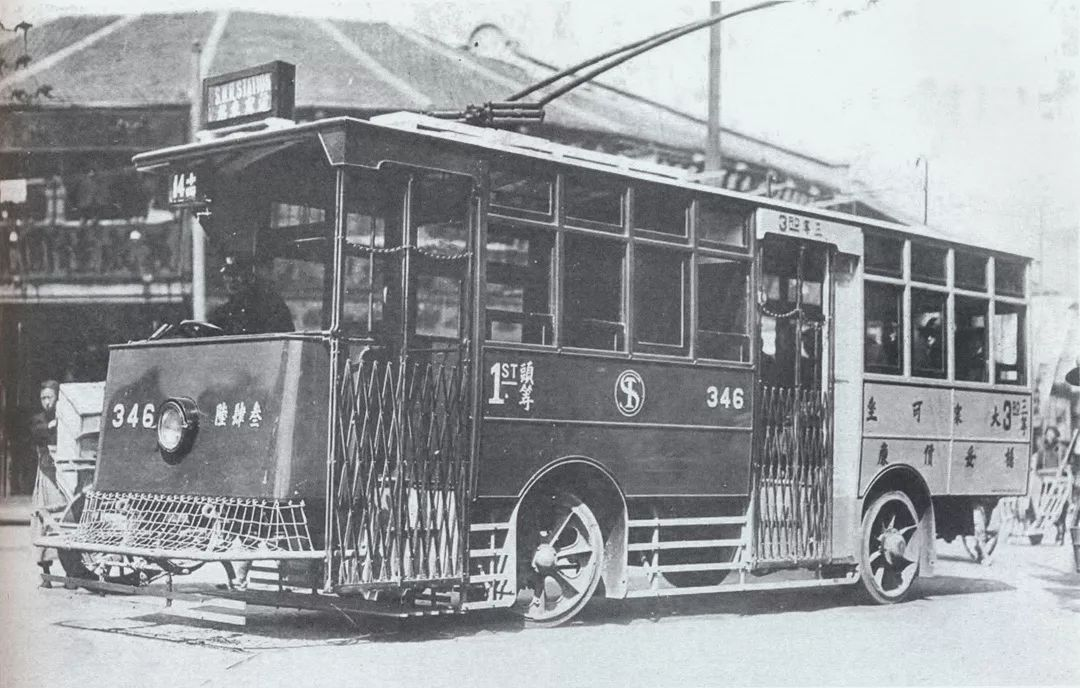
初期の車両には一等・二等座席が設置されていた（1925年撮影）

中華人民共和国成立後の上海では路面電車の置き換えも含めてトロリーバス網が拡大を続け、1975年12月1日までに路面電車は全廃された。経済発展も追い風となって利用客も増大し、1980年代には一部系統において午前3時から深夜まで最大30秒間隔という高頻度運転が行われた。車両については1951年以降上海バス工場（上海客车厂）が生産したトロリーバスの導入が始まり、1963年から導入が開始されたSKD663以降は連節バスの導入が継続して実施され、1980年代には全車両が連節バスで統一された時期もあった。

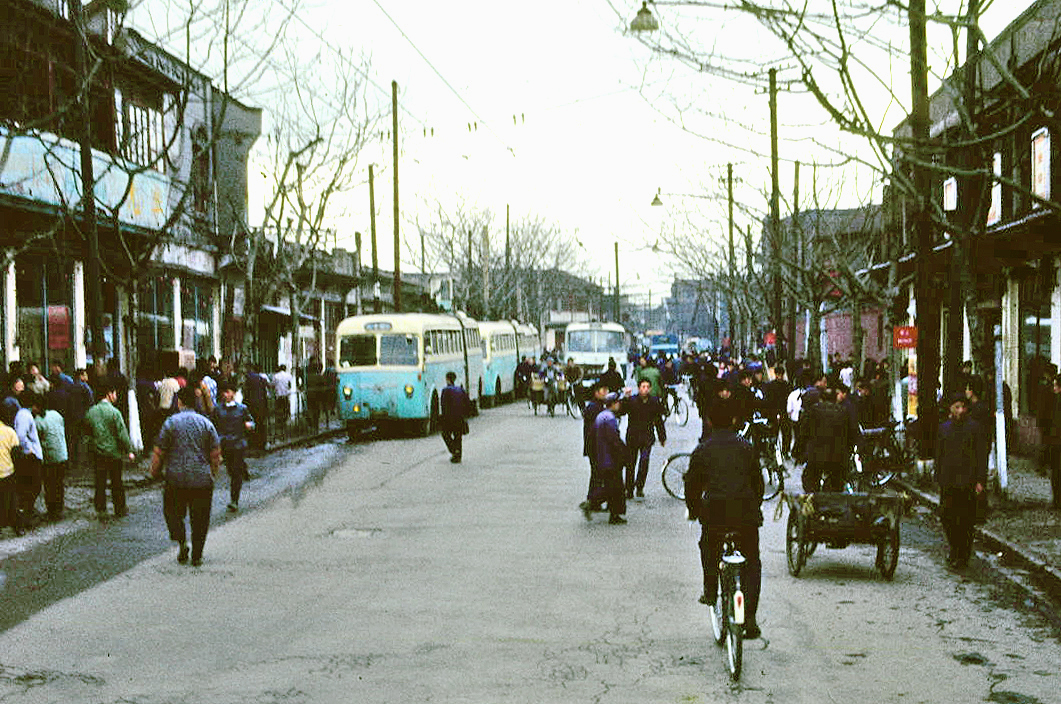
1970年代のトロリーバス（1978年撮影）

1994年には22系統・車両数986両を記録し、上海はアジア最大のトロリーバス網を有する都市になったが、それ以降地下鉄や道路整備が進む中でトロリーバス網の縮小が進み、2011年時点で在籍する車両は150両にまで縮小した。また、老朽化が進んだ既存の連節バスについても冷房装置を搭載したバスやノンステップバスへの置き換えが進み、2009年までに引退した。ただしその後は車両の増備が行われ、2022年時点で300両以上に増大している。

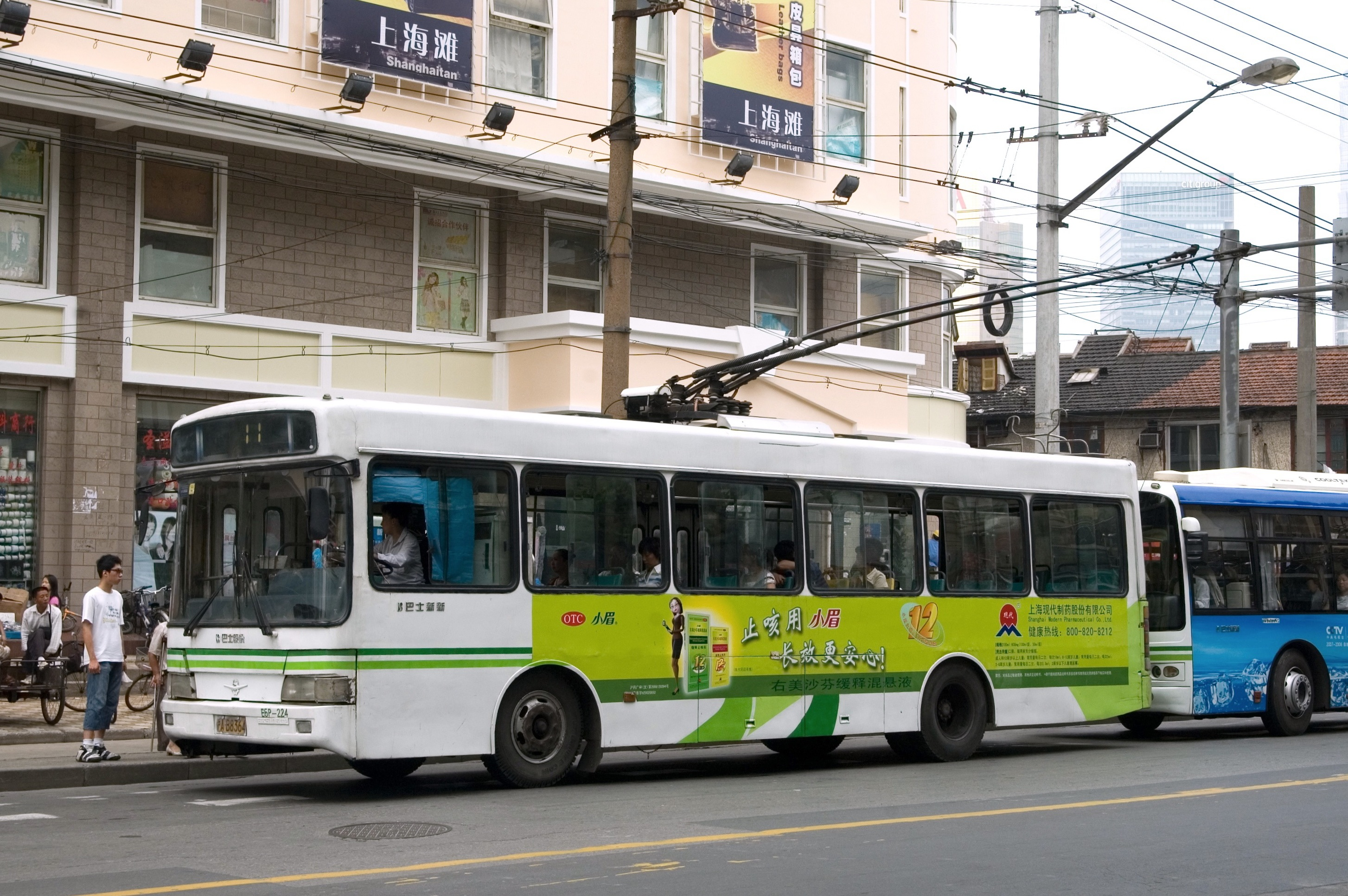
2000年代に導入された冷房付きバス（2007年撮影）
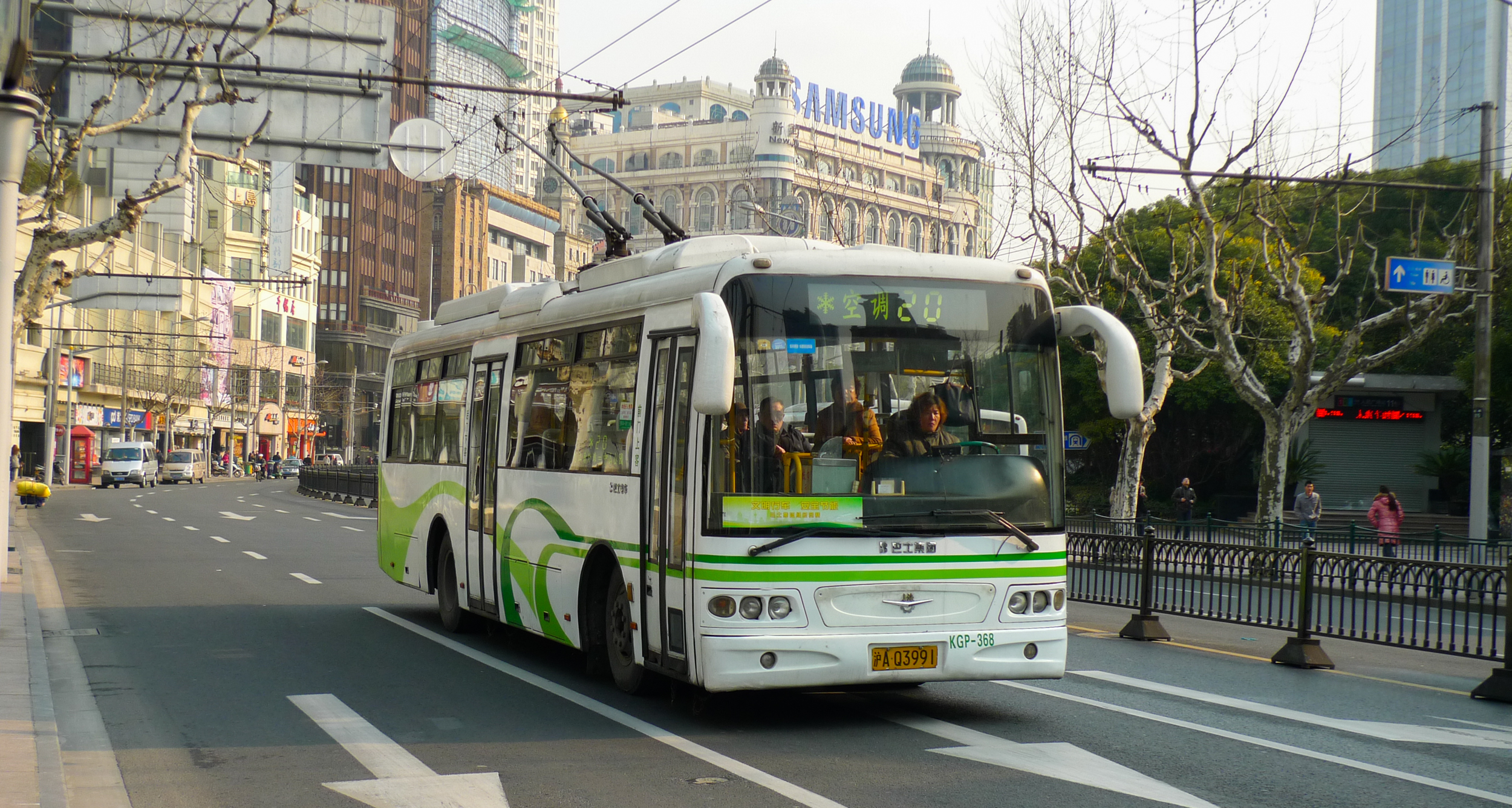
申沃客車（中国語版）製の冷房付きバス（2012年撮影）

2017年にはBRT（バス・ラピッド・トランジット）に転換され大半の区間が電化された71号線が営業運転を開始したが、2020年代以降は更に路線網の縮小が行われるようになり、71号線を除き上海市内に残存していた13系統のうち6系統（6、8、13、22、25、28号線）については2023年までに廃止され、一部系統は電気バスへの置き換えが実施されている。

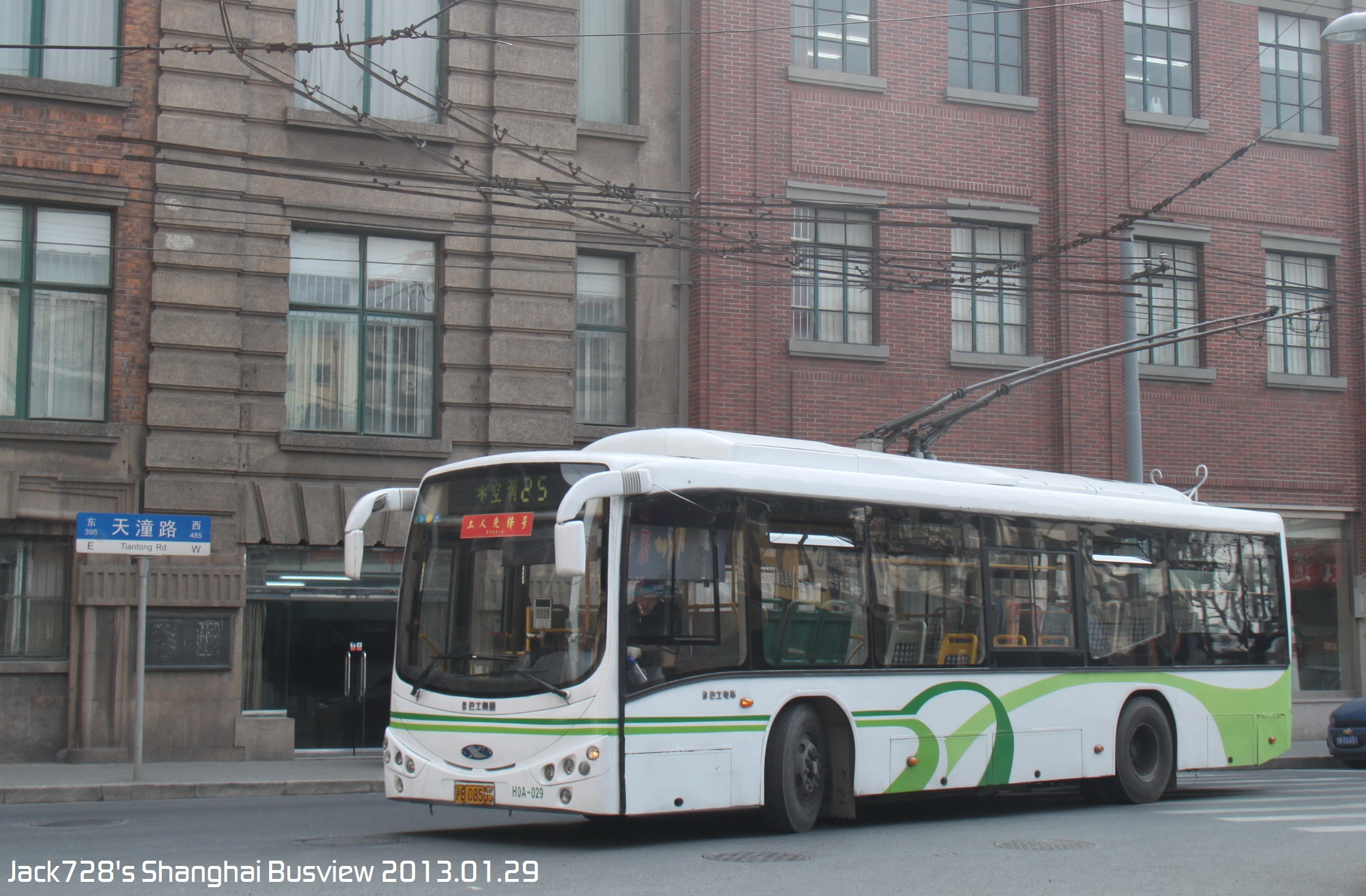
2010年代まで使用されたノンステップバス（2013年撮影）
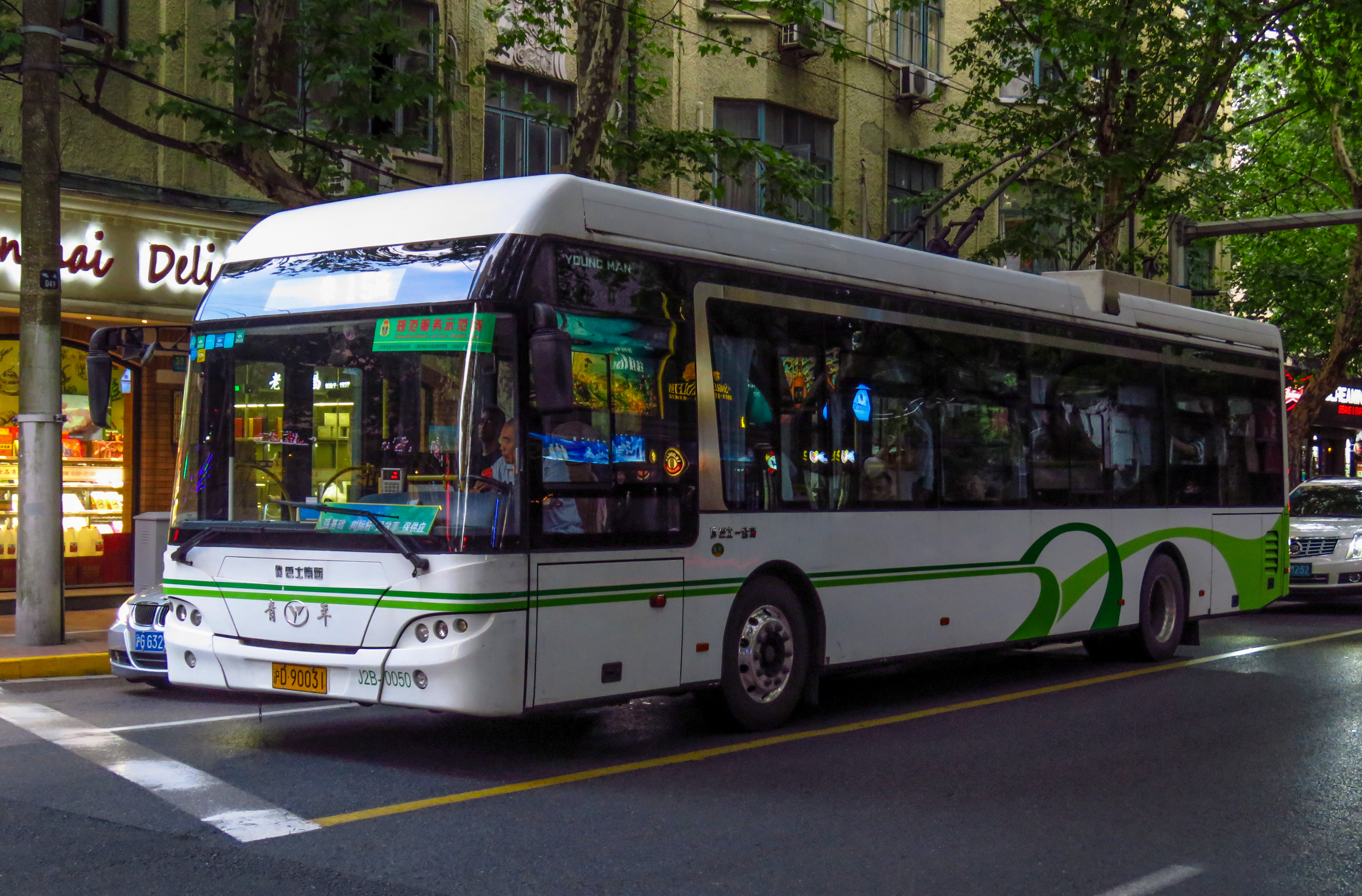
2014年以降は青年汽車集団（中国語版）製の車両が導入された（2017年撮影）
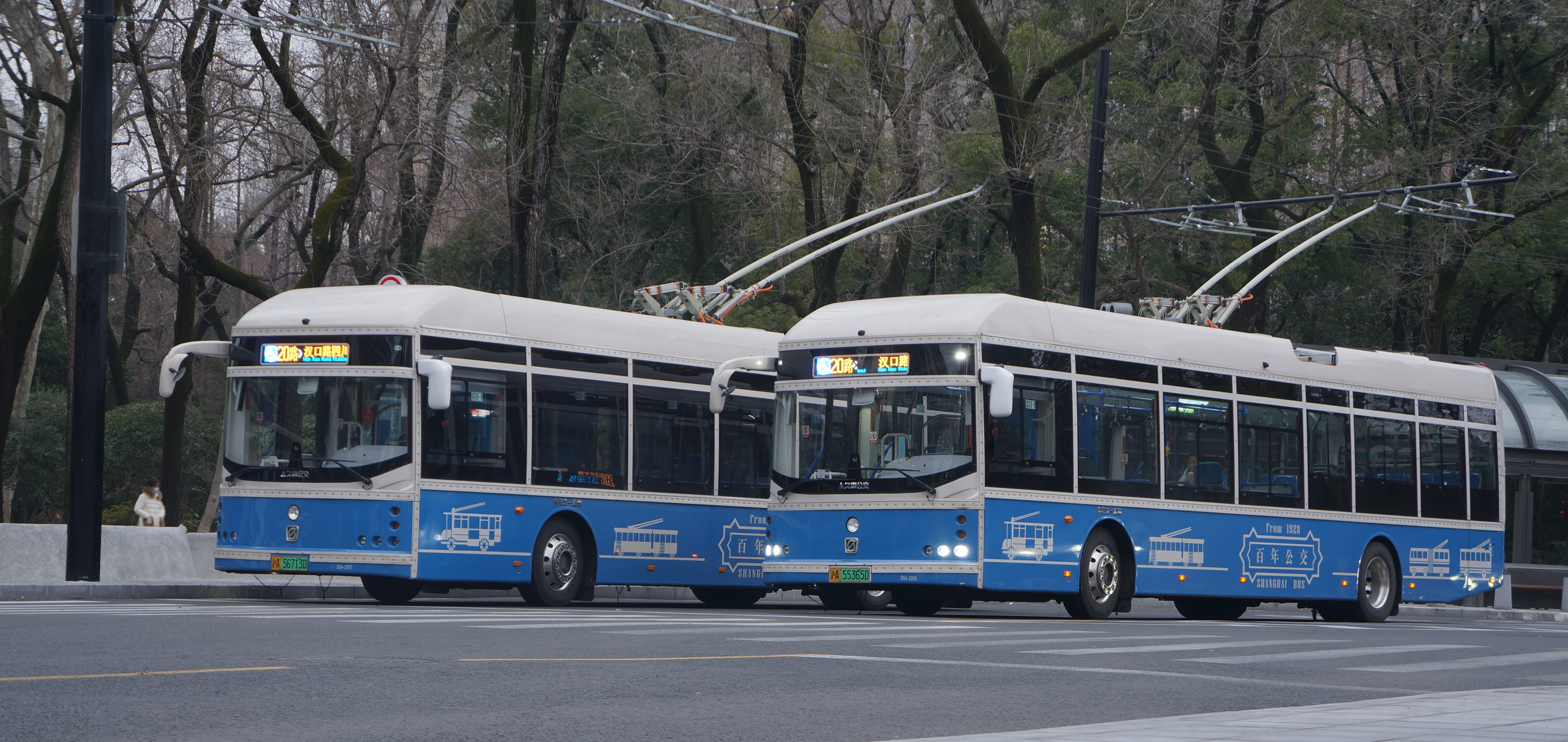
2020年代以降はレトロ調のバスが使用されている（2023年撮影）
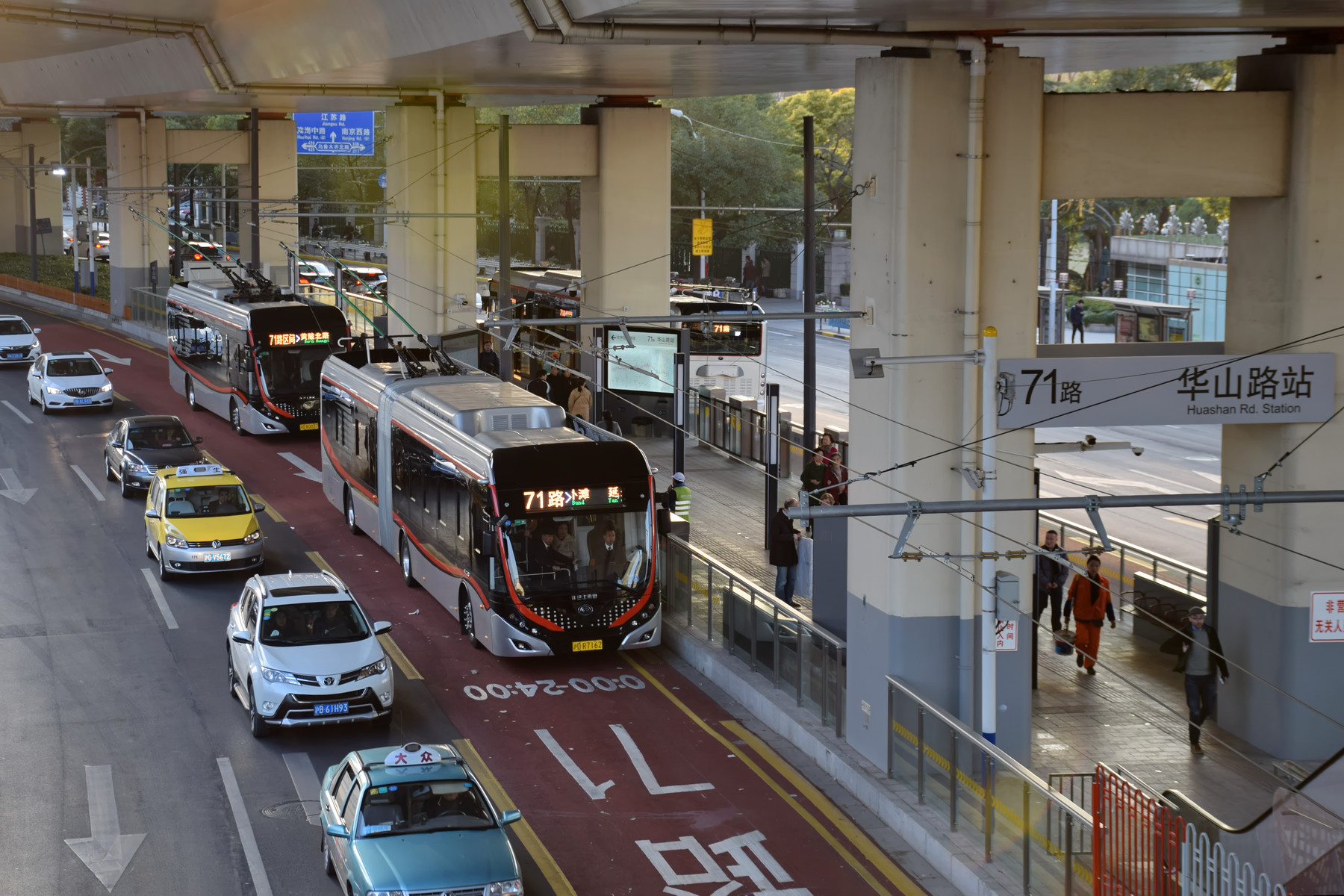
BRTの71号線は一部区間が電化されている（2017年撮影）

## 系統
2023年時点で上海に現存するトロリーバス路線は、71号線を含めて8系統である。そのうち20号線の一部は1914年に開通した当時の路線が含まれている。
| 系統番号 | 起点               | 終点               | 備考 |
| -------- | ------------------ | ------------------ | ---- |
| 6        | 長白路図們路       | 武進路河南北路     |      |
| 14       | 江浦路中山北二路   | 東新橋             |      |
| 15       | 浙江北路天目東路   | 上海体育場         |      |
| 19       | 普陀路江寧路       | 唐山路通北路       |      |
| 20       | 九江路中山東一路   | 中山公園(万航渡路) |      |
| 23       | 中山南一路西蔵南路 | 忻康里             |      |
| 24       | 豆市街復興東路     | 長寿新村           |      |
| 71       | 延安東路外灘       | 申昆路枢紐站       |      |

## 車両

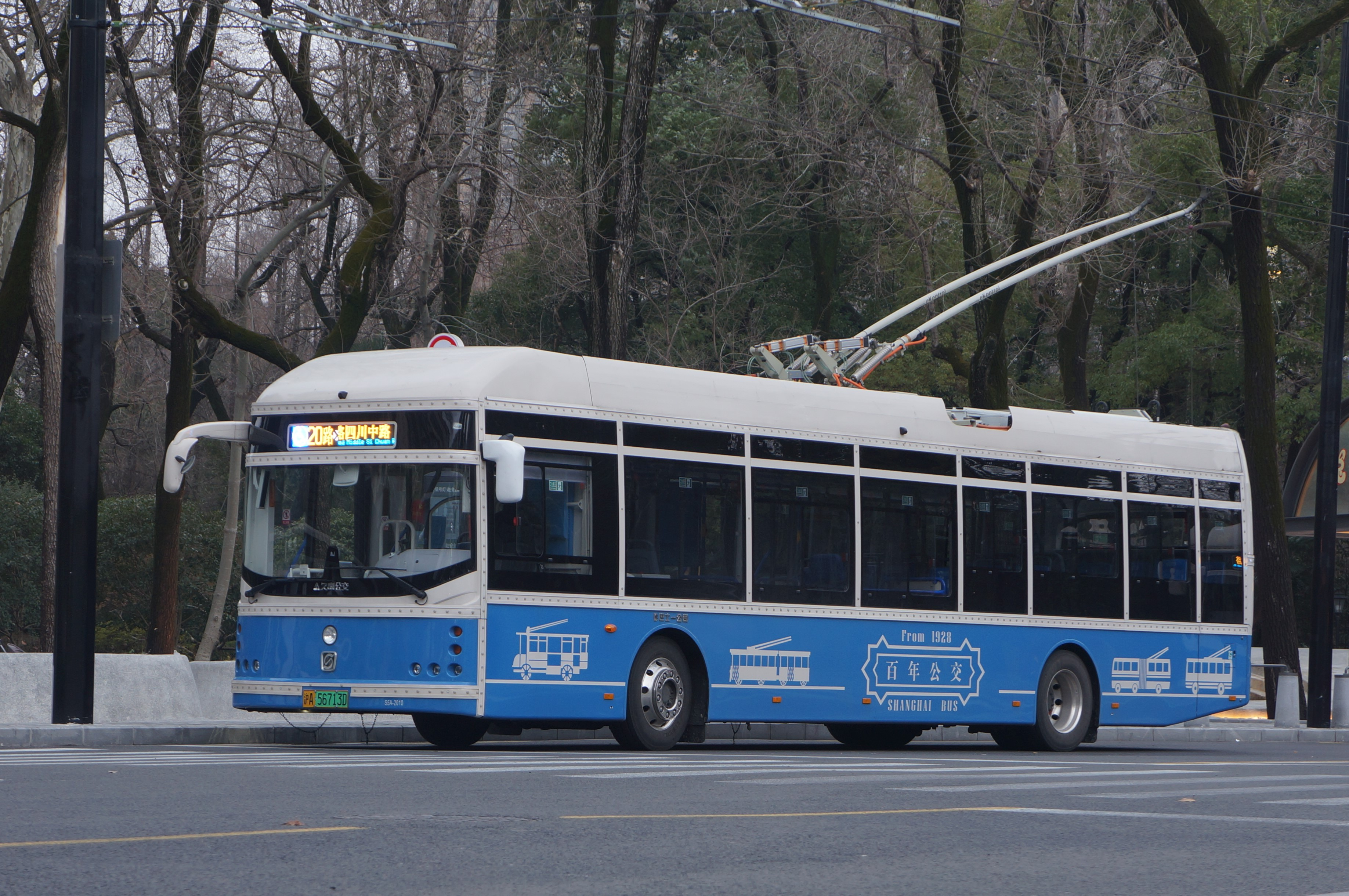
SWB5129BEV77G（2023年撮影）

2023年現在、71号線を除いた上海のトロリーバス路線で使用されるのは上海申沃客車有限公司製のノンステップ車両のSWB5129BEV77G（S5A）である。上半分が白色、下半分が青色で塗装されたレトロ調の車体を有し、歴代のトロリーバス車両が描かれている事から「上海印象」という愛称も有する。また、充電池を用いる事で架線が存在しない区間でも最大80 kmまで走行可能となっている。

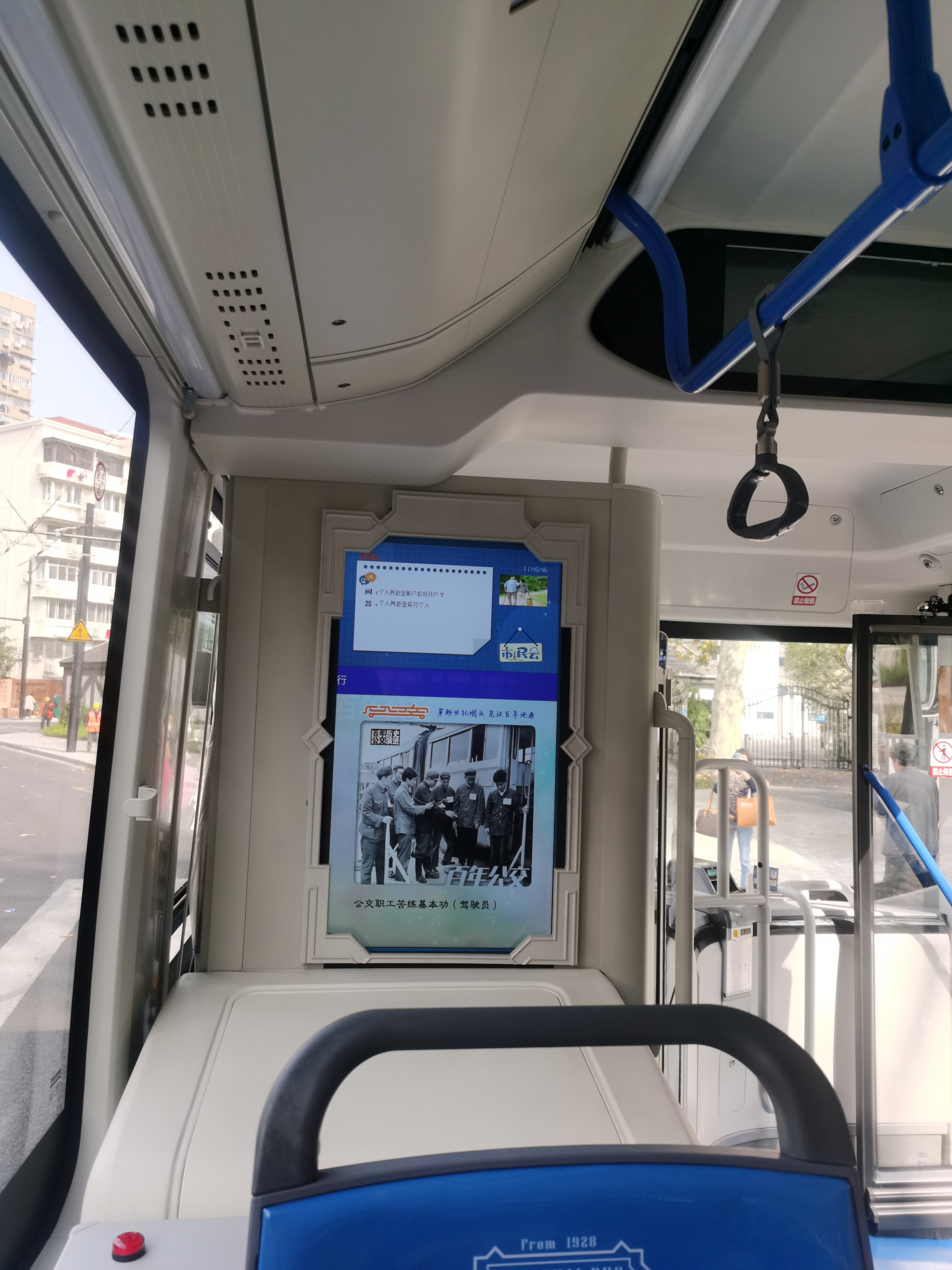
車内（2020年撮影）
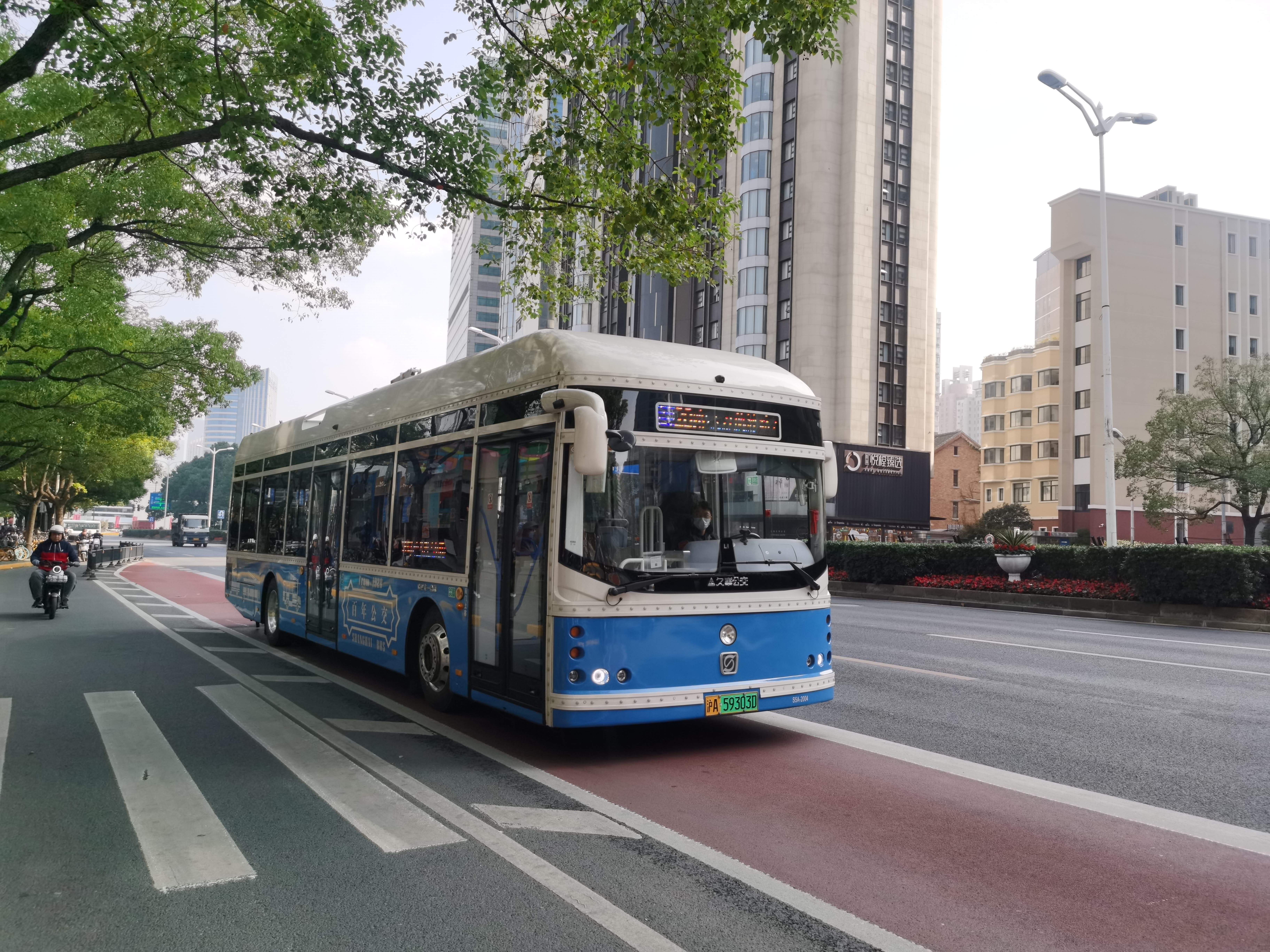
架線がない区間でも走行可能である（2022年撮影）

2022年から営業運転を開始したこの車両の導入に伴い、2014年から使用され、最大300両近くが在籍していた青年汽車集団製のノンステップトロリーバスについては、2023年1月17日の15号線での運用を最後に営業運転を終了している。

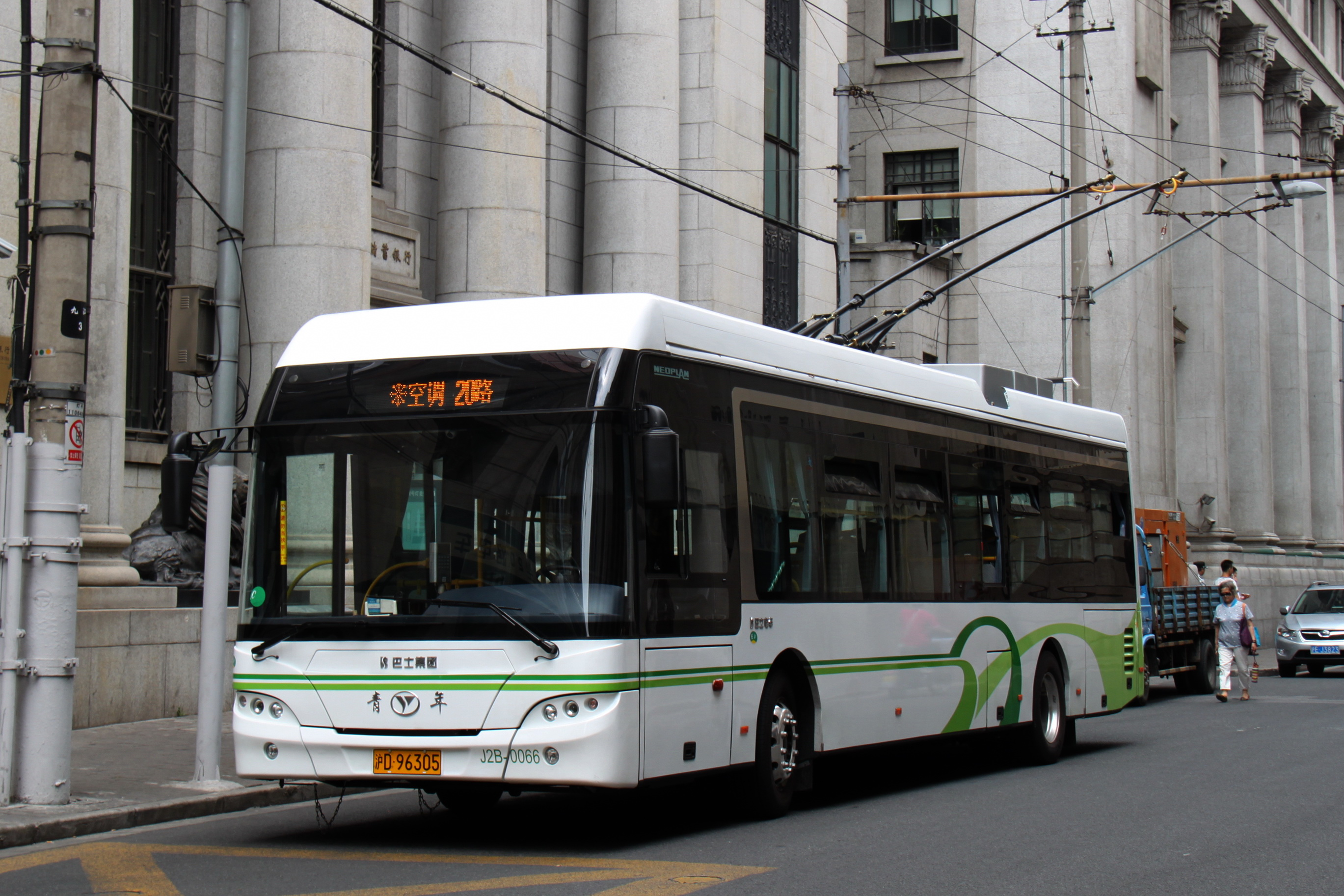
青年汽車集団製のトロリーバス（2014年撮影）

一方、BRT路線である71号線では宇通客車が開発したノンステップトロリーバス車両が使用されており、2023年現在は全長12 mのZK5120Cと全長18 m（連節バス）のZK5180Aの2種類の形式が在籍する。両形式ともに充電池を搭載しており、架線が存在しない区間でも走行可能である。乗降扉は車体の左側に設置されているが、これは71号線のバス停が道路の中央部分に設置されているためである。71号線の全区間を経由する運用はZK5180Aによって行われる一方、ZK5120Cは区間運転や支線系統に用いられる。

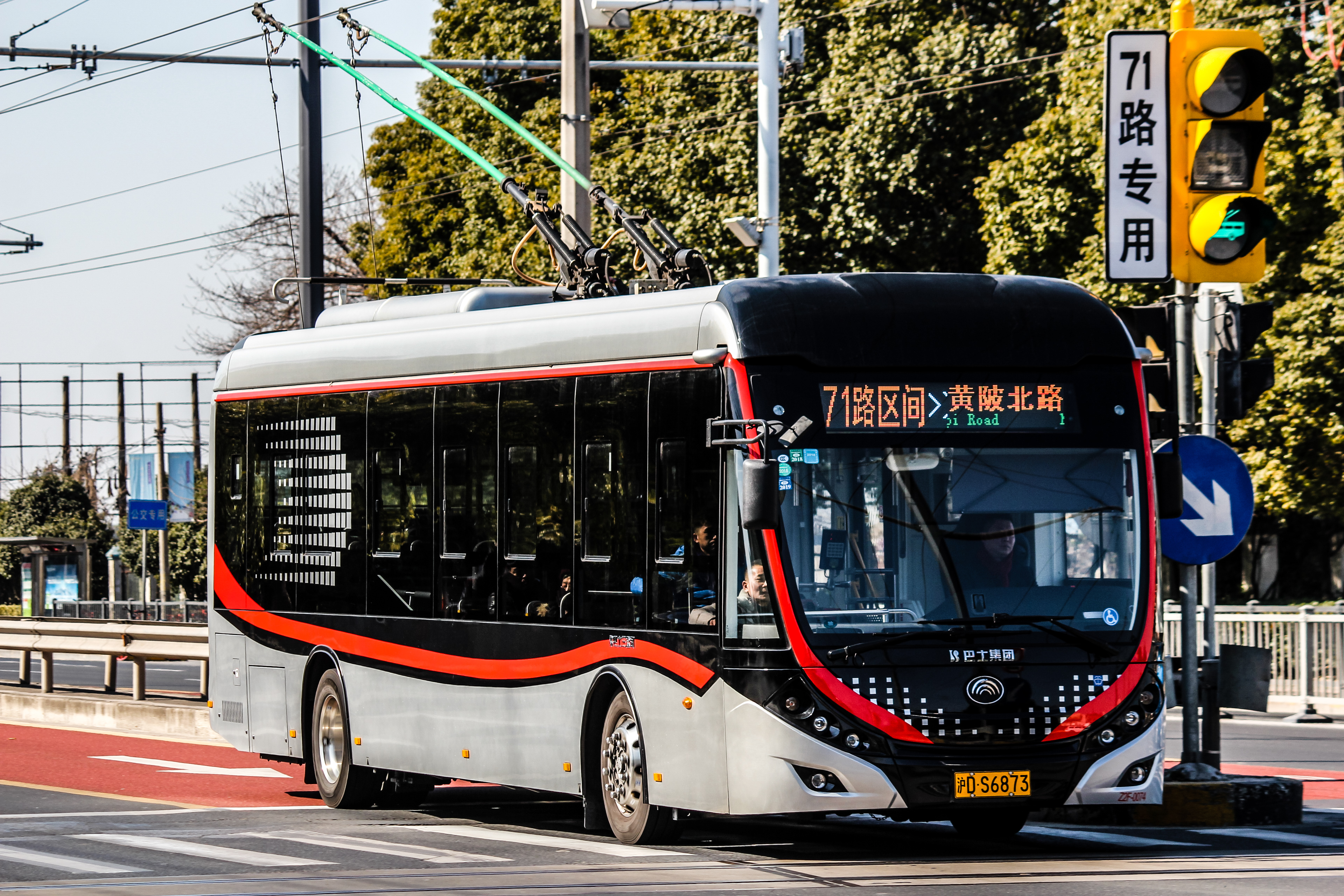
ZK5120C（2018年撮影）
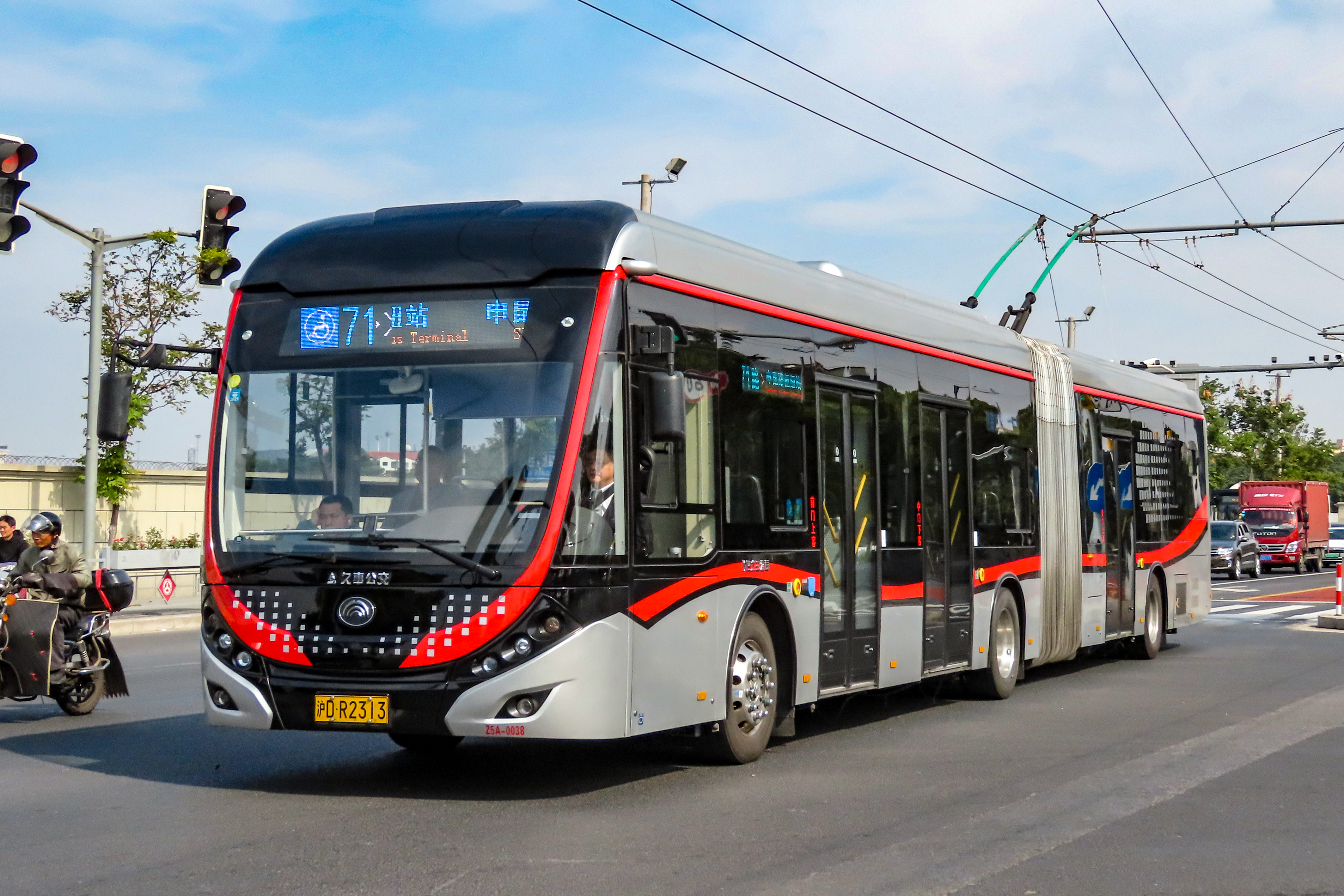
ZK5180A（2019年撮影）